# باول مكاي (لاعب كرة قدم)
باول مكاي (بالإنجليزية: Paul McKay)‏ (28 يناير 1971 في المملكة المتحدة - ) هو لاعب كرة قدم بريطاني في مركز الدفاع. لعب مع نادي بيرنلي ونادي سلاو تاون.